# Rob Bell
Robert Holmes Bell jr. (* 23. srpna 1970 Ingham County) je americký spisovatel, řečník a kazatel. Je častým hostem různých diskusních pořadů a pořádá celostátní turné věnující se spiritualitě a způsobům vedení.
Bell v roce 1999 založil Mars Hill Bible Church, jedno z tehdy nejrychleji rostoucích křesťanských společenství ve Spojených státech. Následně vydal v roce 2011 knihu Love Wins, která se stala podle žebříčku amerického deníku New York Times bestselerem. Kniha vyšla v roce 2020 česky v překladu Alexandra Fleka pod názvem Láska vítězí.